# Marie-Morgane Le Deunff
Marie-Morgane Le Deunff, née le 14 mai 2002 à Morlaix, est une coureuse cycliste française,. Elle court sur route et sur piste.

## Biographie

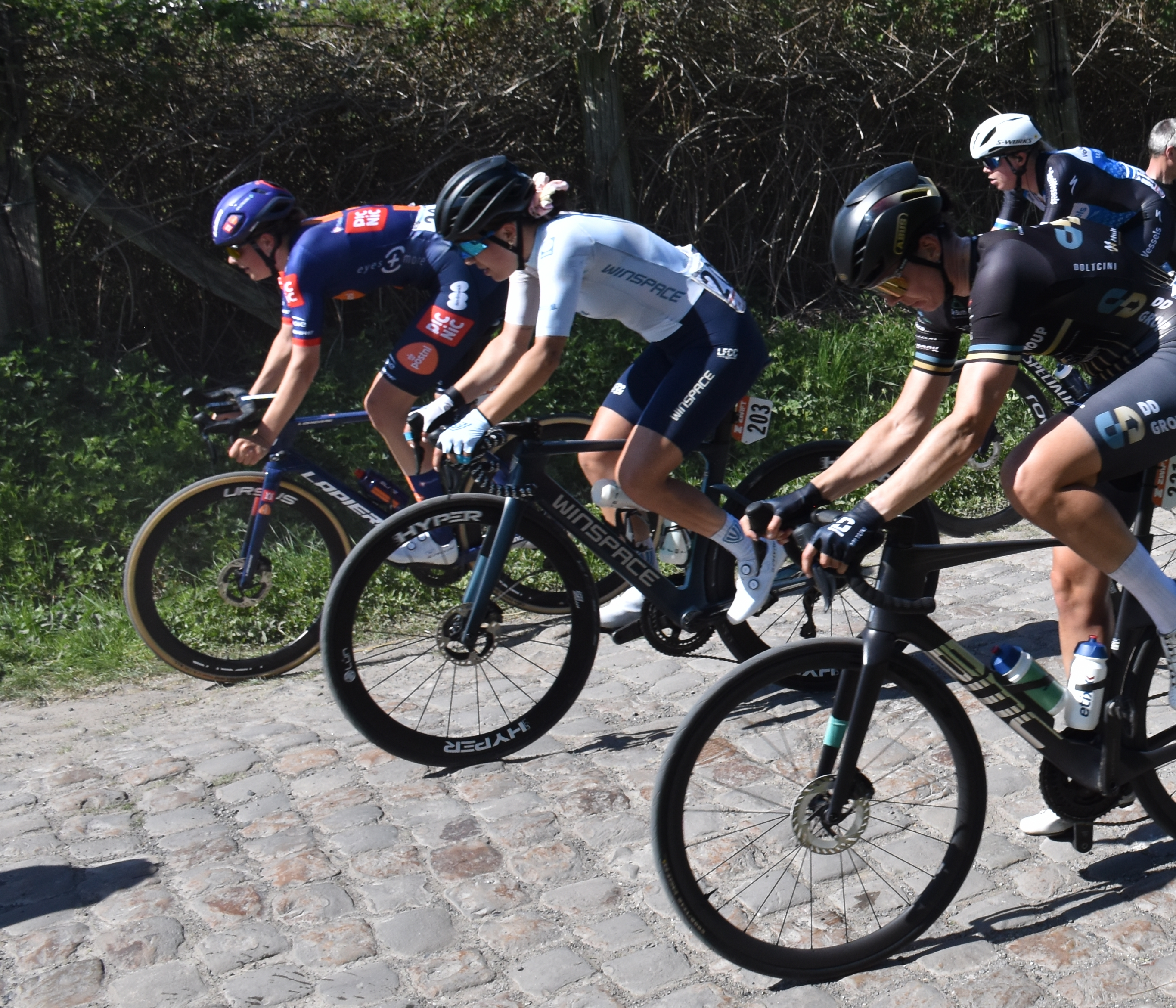
Marie-Morgane Le Deunff # 203
Paris-Roubaix 2025.

Marie-Morgane Le Deunff intègre l'équipe cycliste féminine Arkéa-B&B Hotels en 2021. Cette année là, elle termine deuxième de 2 courses : Sud Yvelines et la Classic de Vienne Nouvelle-Aquitaine. Elle remporte l'année suivante la Classic de Vienne Nouvelle-Aquitaine, et termine deuxième d'À travers les Hauts-de-France. En 2024, elle finit deuxième du classement de la montagne au Tour du Portugal.

## Palmarès sur route

### Par années
- 2020
  - Prix de la Ville de Morteau
  - 2e du championnat de France du contre-la-montre juniors
- 2021
  - 2e de Classic Féminine de Vienne Nouvelle-Aquitaine
  - 2e de Sud Yvelines Féminine
- 2022
  - Classic Féminine de Vienne Nouvelle-Aquitaine
  - 2e d'À travers les Hauts-de-France féminin
- 2023
  - 1re étape du Tour d'Estrémadure féminin (contre-la-montre par équipes)
- 2024
  - 2e étape de la Pointe du Raz Ladies Classic
  - 2e de la Pointe du Raz Ladies Classic

### Résultats sur les grands tours

#### Tour de France
2 participations
- 2023 : hors délais (6e étape)
- 2025 : hors délais (2e étape)

### Classements mondiaux
| Année                                 | 2021 | 2022 | 2023 | 2024 |
| ------------------------------------- | ---- | ---- | ---- | ---- |
| Classement UCI                        | 832e | 292e | 474e | 707e |
|                                       |      |      |      |      |
| Légende : nc = non classéSource : UCI |      |      |      |      |

## Palmarès sur piste

### Championnats nationaux
- 2017
  - 2e de la vitesse par équipes juniors
- 2018
  -  Championne de France de vitesse par équipes juniors (avec Floriane Huet)
- 2019
  -  Championne de France du scratch juniors
  - 2e de la poursuite par équipes
  - 3e de l'américaine
- 2021
  -  Championne de France de l'américaine (avec Maryanne Hinault)
  - 2e de la poursuite par équipes
  - 3e de la course aux points
- 2023
  - 3e de la poursuite par équipes
- 2024
  - 2e de la poursuite par équipes